# Duomo di Biella
La cattedrale di Santo Stefano è il luogo di culto cattolico più importante di Biella, chiesa madre della diocesi di Biella.
È dedicato a santo Stefano protomartire. Dal 1940 è monumento nazionale.

## Storia
Nell'XI secolo fu edificata sul luogo dell'odierno duomo una piccola chiesa di cui restano alcuni capitelli.
A partire dal 1402 fu costruita la chiesa di Santa Maria Maggiore (o santa Maria in Piano) per dare seguito a un voto fatto dalla popolazione in seguito alla pestilenza del 1399. 
Nel 1772 Santa Maria Maggiore è scelta come cattedrale della nuova diocesi di Biella e completamente ristrutturata in stile neogotico ad opera di Ignazio Antonio Giulio. In questa fase, che si prolunga fino al 1803, la chiesa viene ampliata con l'aggiunta di due navate laterali e delle cappelle laterali, con la costruzione della sacrestia, dell'aula capitolare e del sepolcreto dei canonici.
L'edificio fu successivamente completato con il prolungamento delle navate e la realizzazione di un pronao in stile neogotico ad opera di Felice Marandono (1826).
Nonostante l'antico rito eusebiano, proprio dell'arcidiocesi di Vercelli, fosse stato soppresso nel 1575, nella cattedrale di Biella fino agli anni 1980 si è conservato l'uso di annunciare all'Epifania la data della Pasqua cantando Plebs sancta Deo deserviens, contenuto in un evangeliario cinquecentesco, che dal rito patriarchino era provenuto al rito eusebiano, al posto del Noveritis del Pontificale Romanum.

## Descrizione

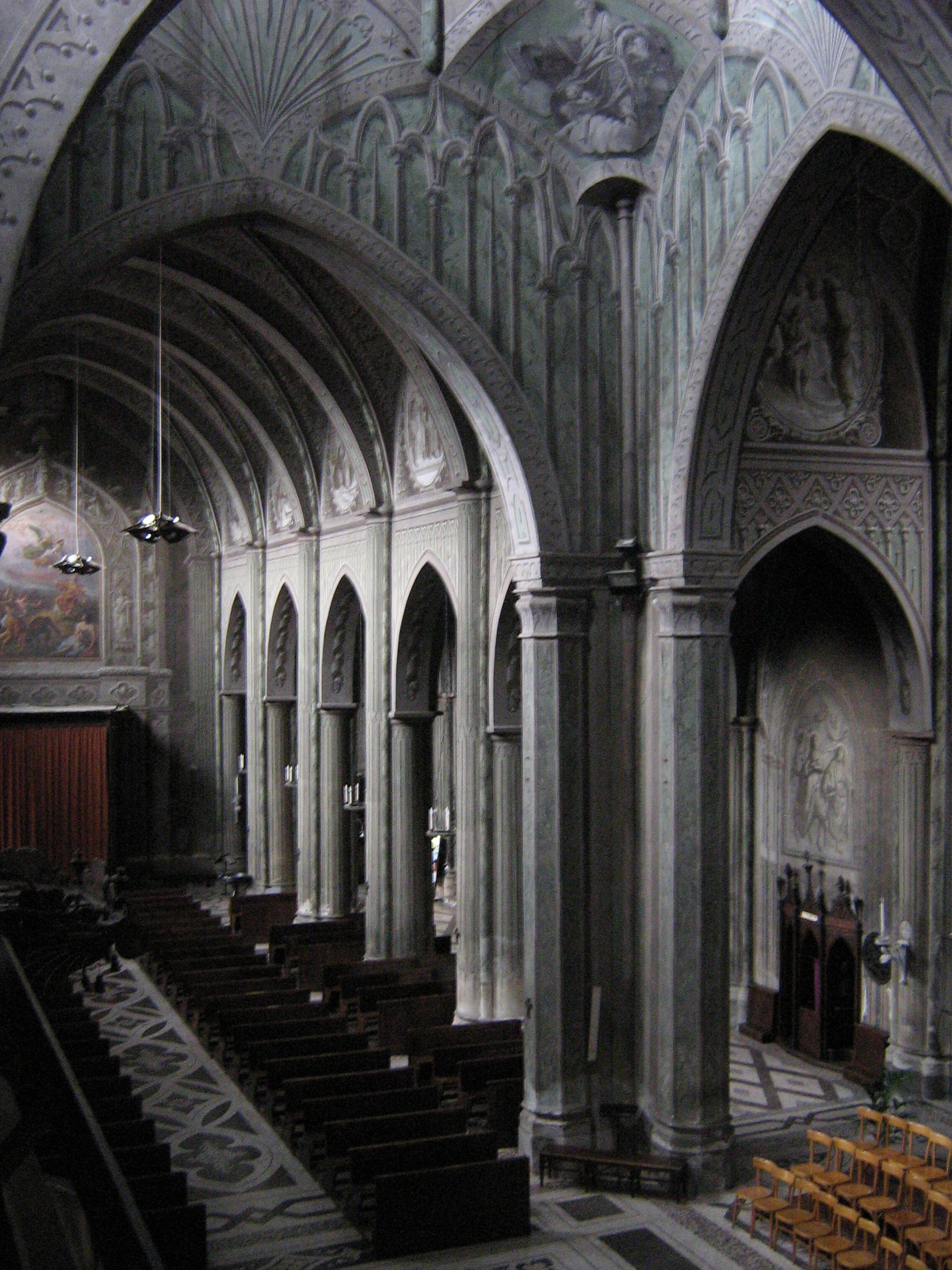
Uno scorcio dell'interno

### Architettura e arte

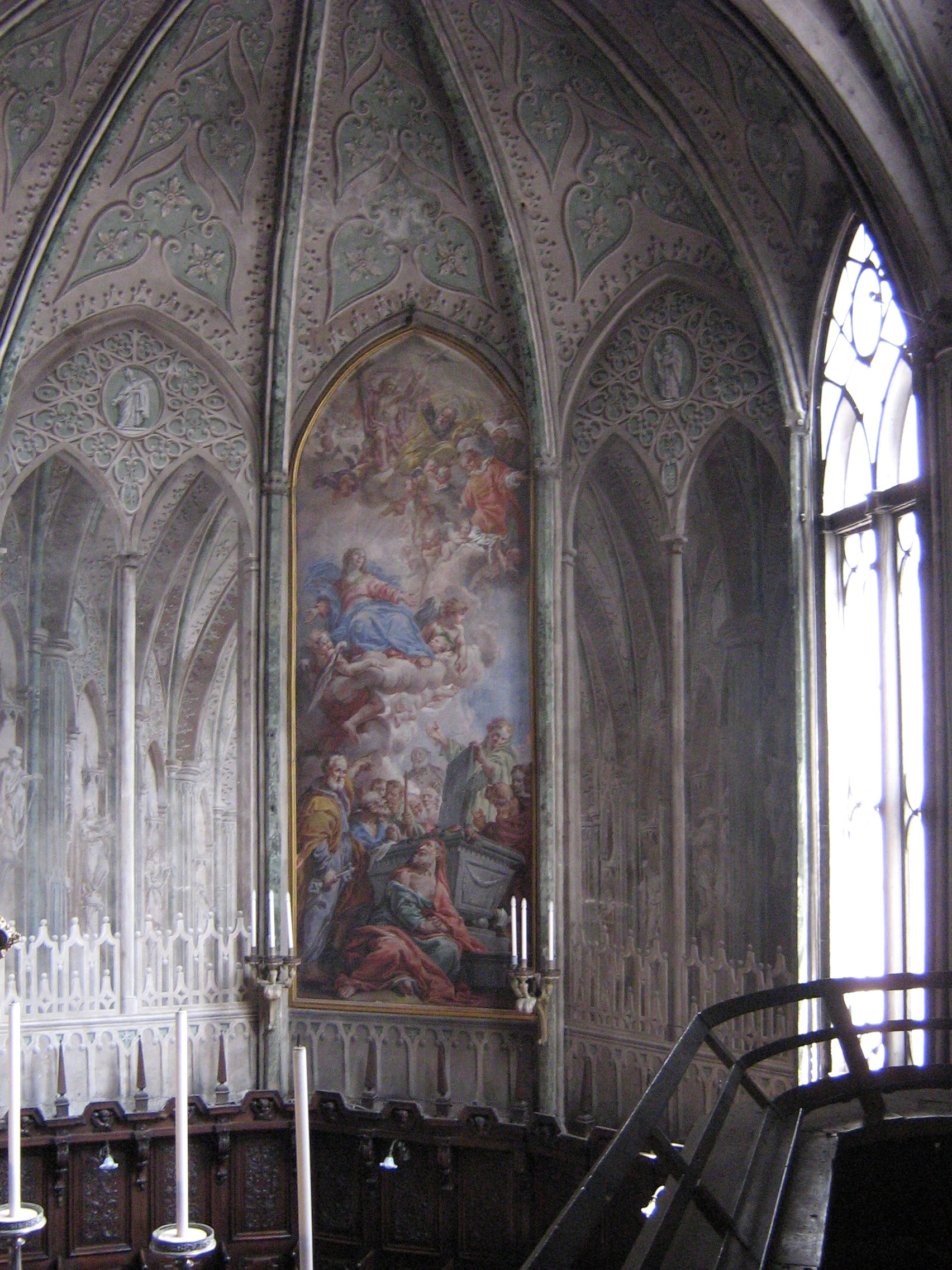
Un capolavoro di trompe-l'œil: vista del coro dalla tribuna dell'organo

L'interno presenta decorazioni realizzate nel 1784 da Giovannino Galliari e altri con la tecnica del trompe-l'œil su tutte le pareti interne dell'edificio. Il carattere austero delle decorazioni, caratterizzate da un cromatismo tutt'altro che vivace, è in linea con le convinzioni filo-"gianseniste" del canonico Giuseppe Antonio Gromo che impartì le direttive della ricostruzione e del vescovo Giovanni Pietro Losana nel cui lungo episcopato fu completata la decorazione delle navate e della controfacciata.. 
La chiesa fu dedicata a santo Stefano, patrono cittadino, in seguito alla demolizione (1872) dell'antichissima chiesa di santo Stefano Vecchio, la cui origine datava dal V secolo. Santo Stefano vecchio sorgeva parallelamente al Duomo odierno nell'isolato dove ancora si trova il campanile gotico.
Appartengono allo stesso complesso, di origine medioevale, il campanile gotico e il battistero romanico (XI secolo), nonché il Seminario diocesano e la cosiddetta "Casa della Prevostura". Nel Medioevo, l'odierna piazza Duomo era un chiostro, su cui si affacciavano diversi edifici religiosi, fra cui la demolita chiesa di santa Maria Maggiore, che facevano capo al capitolo di santo Stefano.

### Organo a canne
Sulla cantoria sulla parete destra del presbiterio, si trova l'organo a canne, costruito nel 1860 da Camillo Guglielmo Bianchi.
A trasmissione integralmente meccanica, ha due tastiere (la prima Grand'Organo, la seconda Espressivo) di 61 note ciascuna con prima ottava cromatica estesa e pedaliera dritta di 27 note. La cassa, neogotica, presenta una mostra composta da 26 canne di principale disposte in cuspide unica con bocche a mitria.

## Peregrinatio Mariae
Nel 2009 il Duomo ha ricordato, con una mostra di pannelli illustrativi, la Peregrinatio Mariae, la grande processione del 1949 attraverso i borghi della diocesi di Biella della Madonna Nera del Santuario di Oropa.